# Antineura biroi
Antineura biroi är en tvåvingeart som beskrevs av de Meijere 1906. Antineura biroi ingår i släktet Antineura och familjen bredmunsflugor. Inga underarter finns listade i Catalogue of Life.